# Amir ElSaffar
Amir ElSaffar (* 8. Oktober 1977 in Chicago, Illinois) ist ein US-amerikanischer Jazzmusiker (Trompete, Santur, Gesang) und Komponist.

## Leben und Wirken
Der Sohn einer US-Amerikanerin und eines Irakers absolvierte zunächst eine klassische Musikausbildung an der DePaul University in Chicago; anschließend studierte er sowohl Jazz als auch den traditionellen Maqam-Gesangsstil. Nach seinem Studium zog er nach New York City und arbeitete u. a. bei Cecil Taylor, außerdem mit eigenen Formationen. Nachdem er 2001 zwei Trompeten-Wettbewerbe gewonnen hatte, reiste er 2002 nach Bagdad, wo er bei traditionellen irakischen Musikern und anschließend in London bei Hamid al-Saadi das Santur erlernte. 
Nach seiner Rückkehr in die Vereinigten Staaten begann er, irakische Musik in seine Jazzkompositionen zu integrieren. 2007 legte er bei Pi Recordings sein Debütalbum Two Rivers vor, an dem auch Rudresh Mahanthappa mitwirkte. Sein mit Hafez Modirzadeh konzipiertes und 2009 mit Alex Cline und Mark Dresser eingespieltes Album Radif Suite knüpft an „die exotischeren Erkundungen von Ornette Coleman und Don Cherry“ an. Auch arbeitete er mit Dominik Bukowski (Sufia 2016).

## Auszeichnungen
ElSaffar gewann 2001 die Carmine Caruso Jazz Trumpet Competition und im selben Jahr die International Trumpet Guild Jazz Improvisation Competition.

## Diskographische Hinweise
- Two Rivers (Pi Recordings, 2007; mit Carlo DeRosa, Nasheet Waits, Rudresh Mahanthappa, Zafer Tawil)
- Amir ElSaffar & Hafez Modirzadeh – Radif Suite (Pi Recordings, 2009; mit Mark Dresser, Alex Cline)
- Inana (Pi Recordings, 2011; mit Nasheet Waits, Zafer Tawil, Ole Mathisen)
- Morgenland All Star Band: Dastan (Dreyer Gaido, 2014; mit Frederik Köster, Dima Orsho, Perhat Khaliq, Ibrahim Keivo, Ziya Gückan, Moslem Rahal, Kinan Azmeh, Salman Gambarov, Andreas Müller, Rony Barrak, Bodek Janke)
- Rivers of Sound: Not Two (New Amsterdam, 2017; mit Fabrizio Cassol, Ole Mathisen, Mohamed Saleh, J. D. Parran, Craig Taborn, Jason Adasiewicz, George Ziadeh, Zafer Tawil, Miles Okazaki, Naseem Alatrash, Carlo DeRosa, Nasheet Waits, Rajna Swaminathan, Tim Moore, Tareq Abboushi)
- Rivers of Sound: The Other Shore (Outhere Music, 2021)